# Irina Vorob'ëva
Irina Nikolaevna Vorob'ëva (in russo Ирина Николаевна Воробьёва?; Leningrado, 30 giugno 1958 – Colorado Springs, 13 aprile 2022) è stata una pattinatrice artistica su ghiaccio sovietica, dal 1991 russa, specializzata nel pattinaggio artistico su ghiaccio a coppie.

## Palmarès

### Con Aleksandr Vlasov
| Evento                    | 1971–72 | 1972–73 | 1973–74 | 1974–75 | 1975–76 | 1976–77 |
| ------------------------- | ------- | ------- | ------- | ------- | ------- | ------- |
| Giochi olimpici invernali |         |         |         |         | 4°      |         |
| Campionati mondiali       |         |         | 6°      | 4°      | 3°      | 2°      |
| Campionati europei        |         |         |         |         | 3°      | 2°      |
| Prize of Moscow News      |         | 1°      |         |         | 2°      |         |
| Campionati sovietici      | 2°      |         | 3°      |         | 1°      | 2°      |
| Spartakiada               |         |         | 3°*     |         |         |         |
| USSR Cup                  | 1°      |         |         | 2°      | 2°      |         |

- Nel 1974 le Spartakiadi sono state considerate il Campionato nazionale sovietico.

### Con Igor' Lisovskij
| Evento               | 1978–79 | 1979–80 | 1980–81 | 1981–82 | 1982–83 |
| -------------------- | ------- | ------- | ------- | ------- | ------- |
| Campionati mondiali  | 4°      |         | 1°      | 5°      |         |
| Campionati europei   | 2°      |         | 1°      | 3°      |         |
| Campionati sovietici | 3°      | 2°      | 2°      | 3°      | 5°      |
| NHK Trophy           |         | 1°      |         |         | 2°      |
| Prize of Moscow News | 3°      | 1°      | 1°      |         |         |